# Guadalupe Victoria (Ascensión)
Guadalupe Victoria es una localidad del estado mexicano de Chihuahua. Es parte del municipio de Ascensión.

## Toponimia
El nombre de la localidad rinde homenaje a Guadalupe Victoria, primer presidente de México.

## Demografía
| Gráfica de evolución demográfica |
|                                  |

| Censo | Población |
| ----- | --------- |
| 1960  | 406       |
| 1970  | 807       |
| 1980  | 1 149     |
| 1990  | 1 437     |
| 2000  | 1 434     |
| 2010  | 1 369     |
| 2020  | 1 040     |